# Newton Cannito
Newton Guimarães Cannito (São Caetano do Sul, 8 de novembro de 1973) é um cineasta, roteirista e escritor brasileiro, detentor de um doutorado em cinema e televisão pela Universidade de São Paulo. Sua carreira é marcada por diversas contribuições para o cenário audiovisual brasileiro.
Como um dos criadores e roteiristas principais da série "9mm: São Paulo", transmitida pela Fox Brasil, Cannito demonstrou sua habilidade no campo da teledramaturgia. A série recebeu o Prêmio APCA de melhor programa do gênero na televisão brasileira.
Ao longo de sua carreira, Cannito trabalhou em diversas produções de destaque. Ele foi responsável pelos roteiros da novela "Poder Paralelo", de Lauro César Muniz, da série "Cidade dos Homens" e dos filmes "Quanto Vale ou É por Quilo?", de Sergio Bianchi, "Bróder", de Jeferson De, e "O Mistério da Estrada de Sintra", de Jorge Paixão da Costa, além de "Reza a Lenda", de Homero Olivetto. Além disso, ele é o criador e roteirista da série "Unidade Básica", que recebeu o Prêmio ABRA de melhor roteiro para uma série de 30 minutos em 2017. Seu trabalho também se estendeu à Rede Globo, onde contribuiu para a novela "Joia Rara".
Além de seu trabalho como roteirista, Cannito também trabalhou como diretor. Ele assinou a direção dos documentários "Violência SA" e "Jesus no Mundo Maravilha", bem como o longa-metragem "Magal e as Formigas", lançado pela produtora Globofilmes em 2016.
Em um marco importante de sua carreira, Cannito assumiu a posição de Secretário do Audiovisual do Ministério da Cultura em 2010. Durante seu mandato, que se estendeu até 2012, ele defendeu ativamente a diversificação da produção audiovisual brasileira, a exploração de tecnologias de produção e distribuição digital e a adoção de estratégias transmídia.
Seu trabalho foi reconhecido internacionalmente, e em 2014, ele recebeu o prêmio Emmy Internacional por sua colaboração na novela "Joia Rara" da Rede Globo.
Continuando a deixar sua marca no cenário audiovisual, em 2018, ele criou a série "Z4", uma colaboração entre o SBT e o Disney Channel, composta por 26 episódios.
Cannito também desempenhou papel como dramaturgo, colaborando com o empresário Antônio Ermírio de Moraes na escrita da peça "Acorda Brasil". Atendendo a um pedido da família, ele dirigiu o filme "A Vida de Leon Feffer", como uma homenagem póstuma ao patriarca da família que fundou a empresa Suzano Papel e Celulose. Seu trabalho mais recente é o filme Silvio que é uma cinebiografia de Silvio Santos, em que o ator Rodrigo Faro interpretará o protagonista, com o lançamento previsto para 12 de setembro de 2024.
Cannito desenvolveu o método "Storytelling e Autoconhecimento: Sua Vida é um Filme". Esse método de reflexão autobiográfica, focado no autoconhecimento e desenvolvimento pessoal, utiliza técnicas de storytelling para ajudar os participantes a renovarem sua percepção de vida e descobrirem seu propósito pessoal. Além disso, oferece orientação e mentoria em "Personal Storytelling". Cannito também fundou o Movimento Utopia Brasil.

## Obras publicadas
- A Televisão na Era Digital. 1ª ed. São Paulo: Plexus Editora, 2010. v. 01. 269p .
- Novos Monstros. 1ª ed. São Paulo: Geração Editorial, 2010. v. 01. 192p .
- Confissões de Acompanhantes. 1ª ed. São Paulo: Sá Editora, 2008. v. 01. 173p .
- Manual de Roteiro. 1ª ed. São Paulo: Conrad, 2004. v. 3000. (com L. R. Saraiva)
- Deus é Humor - Editora nVersos / 2014
- Manual do Bullying - Editora nVersos / 2012
- Choque do Tropicalismo. 1ª ed. São Paulo: Ed Nversos
- Somos Todos Zumbis. 1ª ed. São Paulo: Editora e-Galáxia / 2014
- Quanto Vale ou é por Quilo? - Geração Editorial / 2009